# Buriganga

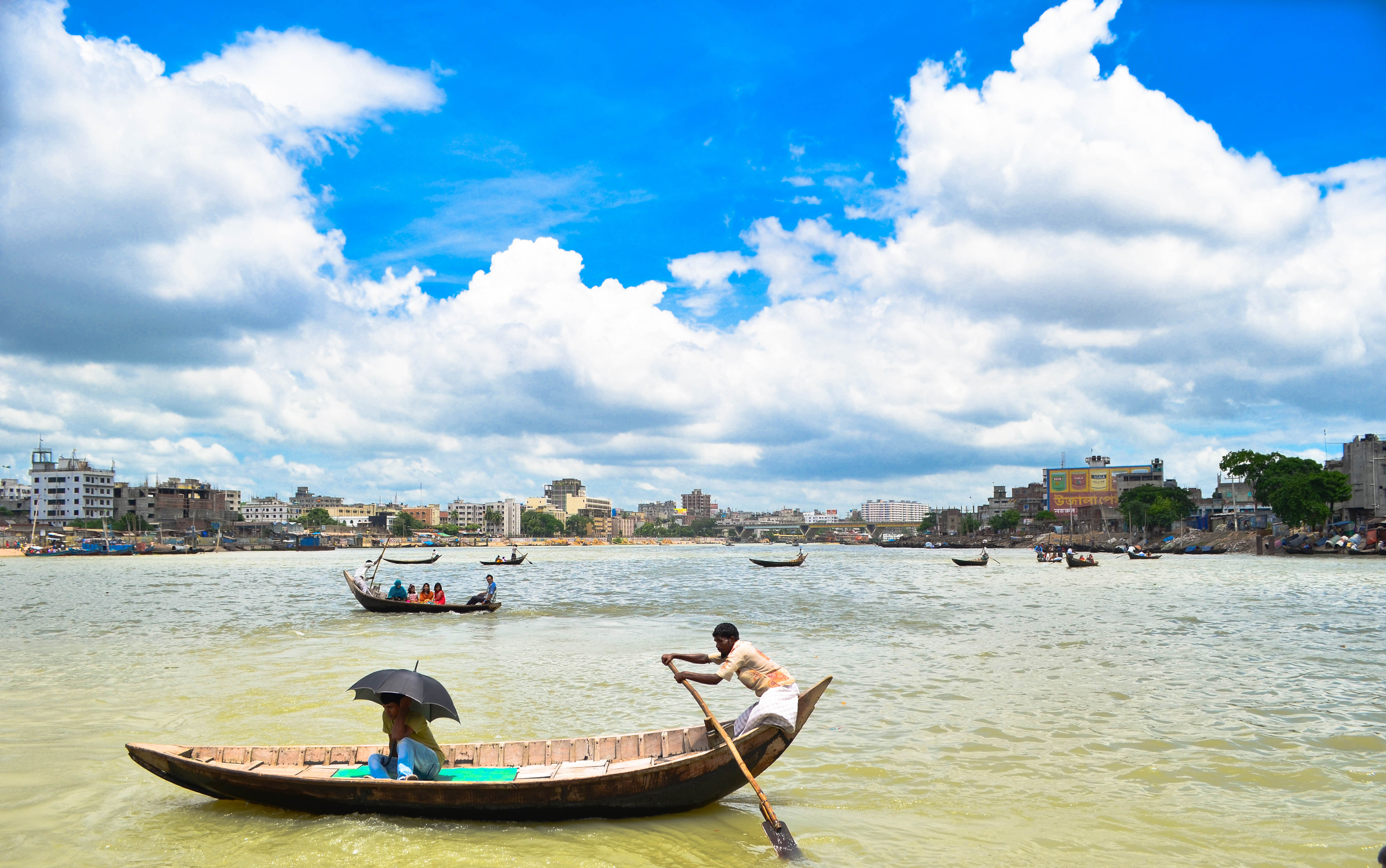
Vista del riu

Buriganga (Vell Ganges) és un riu de Bangladesh, que rega el districte de Dacca. És una branca del Dhaleswari i té una llargada d'uns 42 km deixant el riu prop de Sabhar i tornant-hi a Fatulla. La ciutat de Dhaka és a la riba nord d'aquest riu. Les terres entre el Buriganga i el Dhaleswari són anomenades Illa Paschimdi. La seva importància deriva del feu de què és l'antic curs principal del Ganges; les terres al sud són de formació més moderna.